# Сефаду
Сефаду (англ. Sefadu) — город в Африке на востоке Сьерра-Леоне, на территории Восточной провинции. Административный центр округа Коно.

## История
Рост и развитие города прежде всего были связаны с открытием в его окрестностях крупного месторождения алмазов. Во время гражданской войны (1991—2002 годов) Сефаду был несколько раз разграблен и, к моменту её завершения, был практически полностью разрушен.

## Географическое положение
Город находится в северной части провинции, на расстоянии приблизительно 240 километров к востоку от столицы страны Фритауна. Абсолютная высота — 424 метра над уровнем моря.

## Население
По данным переписи 2004 года численность населения города составляла 87 789 человек.
Динамика численности населения города по годам:
| 1963   | 1974   | 1985   | 2004   | 2012   |
| ------ | ------ | ------ | ------ | ------ |
| 16 439 | 75 846 | 82 474 | 87 789 | 92 770 |

Этнический и религиозный состав населения Сефаду отличается большой неоднородностью. В городе проживают представители практически всех населяющих Сьерра-Леоне этносов, а также иностранные рабочие, занятые на добыче алмазов. Лингва-франка для горожан является язык крио.

## Экономика и транспорт
Основу экономики города составляет добыча алмазов. Также развито сельскохозяйственное производство.
Ближайший аэропорт расположен в городе Енгема.